# Wiązogóra
Wiązogóra este o arie protejată (sit de importanță comunitară — SCI) din Polonia întinsă pe o suprafață de 489,5 ha, integral pe uscat.

## Localizare
Centrul sitului Wiązogóra este situat la coordonatele 54°05′45″N 16°11′33″E / 54.0957°N 16.1926°E.

## Înființare
Situl Wiązogóra a fost declarat sit de importanță comunitară în octombrie 2009 pentru a proteja un număr necunoscut de specii din flora spontană și fauna sălbatică aflate în arealul zonei.

## Biodiversitate
Situată în ecoregiunea continentală, aria protejată conține 6 habitate naturale: Lacuri și iazuri distrofice naturale, Mlaștini oligotrofe degradate, capabile încă de regenerare naturală, Mlaștini turboase de tranziție și turbării mișcătoare, Păduri de fag Luzulo-Fagetum, Păduri acidofile de stejar bătrân cu Quercus robur pe câmpii nisipoase, Mlaștini împădurite.
La baza desemnării sitului se află un număr nedeclarat de specii protejate.